# Реактив Воскобойникова
Реакти́в Воскобо́йникова — химический состав, применяемый в криминалистике и медицине (проба с ним также называется «бензидиновая проба», синоним — реакция Грегерсена) для определения наличия пятен крови. Назван по имени изобретателя:  Владимира Ивановича Воскобойникова.

## Состав
Реактив состоит из: 
- 10 частей лимонной (винной) кислоты,
- 4 частей перекиси бария и
- 1 части основного либо уксуснокислого бензидина.

## Хранение
Смесь должна храниться в герметичном флаконе, в тёмном месте.

## Применение
- Вату смачивают раствором, состоящим из реактива Воскобойникова и воды, в соотношении 1:3. Смоченный тампон прикладывают к похожему на кровь пятну. Если в пятне присутствует даже небольшое количество крови, реактив на вате приобретает ярко-синий цвет.
- Перед пробой смесь растворяют в 10 мл дистиллированной воды. Ворсинки исследуемой ткани помещают на фильтровальную бумагу, наносят каплю готового реактива. При наличии крови через 15-20 секунд в центре пятна появляется синее окрашивание.
- Результат фотографируют[1].

## Интересные факты
Независимо от методов исследования, осмотр с целью выявления следов крови следует производить при косопадающем освещении.